# Сан Бартоломео (Асти)
Сан Бартоломео је насеље у Италији у округу Асти, региону Пијемонт.
Према процени из 2011. у насељу је живело 7 становника. Насеље се налази на надморској висини од 255 м.